# Samux
Samux (do 1992 Səfərəliyev, 1992–2008 Nəbiağalı) – miasto w północno-zachodniej części Azerbejdżanie, stolica rejonu Samux. Populacja wynosi 10,5 tys. (2022).
Do 1992 miejscowość nazywała się Səfərəliyev, a po uzyskaniu niepodległości przez Azerbejdżan Nəbiağalı. W 2008 wieś otrzymała status miasta i została przemianowana na Samux.